# Grand Declaration of War
Grand Declaration of War – drugi studyjny album black metalowej grupy muzycznej Mayhem, wydany 6 czerwca 2000 roku. Muzycznie był to eksperyment, gdyż wykorzystano na tym albumie elementy muzyki industrialnej i elektronicznej.

## Lista utworów
Opracowano na podstawie materiału źródłowego.
| Nr  | Tytuł utworu                                            | Słowa  | Muzyka                   | Długość |
| --- | ------------------------------------------------------- | ------ | ------------------------ | ------- |
| 1.  | „A Grand Declaration of War”                            | Maniac | Blasphemer               | 4:14    |
| 2.  | „In the Lies Where Upon You Lay”                        | Maniac | Blasphemer               | 5:59    |
| 3.  | „A Time to Die”                                         | Maniac | Blasphemer               | 1:48    |
| 4.  | „View from Nihil (Part I of II)”                        | Maniac | Blasphemer               | 3:04    |
| 5.  | „View from Nihil (Part II of II)”                       | Maniac | Blasphemer               | 1:16    |
| 6.  | „A Bloodsword and a Colder Sun (Part I of II)”          | Maniac | Blasphemer, Anders Odden | 0:33    |
| 7.  | „A Bloodsword and a Colder Sun (Part II of II)”         | Maniac | Blasphemer, Anders Odden | 4:27    |
| 8.  | „Crystallized Pain in Deconstruction”                   | Maniac | Blasphemer               | 4:09    |
| 9.  | „Completion in Science of Agony (Part I of II)”         | Maniac | Blasphemer               | 9:44    |
| 10. | „To Daimonion (Part I of III)”                          | Maniac | Blasphemer               | 3:25    |
| 11. | „To Daimonion (Part II of III)”                         | Maniac | Blasphemer               | 4:52    |
| 12. | „To Daimonion (Part III of III)” (utwór instrumentalny) |        | Blasphemer               | 0:07    |
| 13. | „Completion in Science of Agony (Part II of II)”        | Maniac | Blasphemer               | 2:14    |
|     |                                                         |        |                          | 45:52   |

## Twórcy
- Maniac (Sven Erik Kristiansen) – śpiew, teksty utworów
- Blasphemer (Rune Eriksen) – gitara elektryczna, kompozytor
- Necrobutcher (Jørn Stubberud) – gitara basowa
- Hellhammer (Jan Axel Blomberg) – perkusja
- Anders Odden – współkompozytor, programowanie (utwór 7)
- Øyvind Hægeland – śpiew (utwór 9)
- Tore Ylwizaker – sample i efekty dźwiękowe (utwór 9)
- Børge Finstad – produkcja, inżynieria dźwięku
- Morten Lund – mastering
- Sebastian Ludvigsen – zdjęcia
- Mark Francombe Red – oprawa graficzna albumu
- Anne Cecilie Olavesen – makijaże